# Shon Seung-mo
Shon Seung-mo (koreanisch 손승모; * 1. Juli 1980) ist ein ehemaliger südkoreanischer Badmintonspieler und jetziger Badmintontrainer.

## Karriere
Shon spielte bei Olympia 2004 im Männereinzel und schlug in den ersten zwei Runden Antti Viitikko aus Finnland und Richard Vaughan aus Großbritannien. Im Viertelfinale bezwang Shon Chen Hong aus der Volksrepublik China mit 10:15, 15:4, 15:10. Shon kam ins Halbfinale, in dem er Sony Dwi Kuncoro aus Indonesien mit 15:6, 9:15, 15:9 schlug. Im Match um die Goldmedaille unterlag er dem Indonesier Taufik Hidayat mit 15:8, 15:7 und erhielt die Silbermedaille.
Shon ist teilweise blind, nachdem er in seiner Jugend von einem Federball ins Auge getroffen wurde.

## Sportliche Erfolge
| Saison | Veranstaltung           | Disziplin    | Platz | Name          |
| ------ | ----------------------- | ------------ | ----- | ------------- |
| 1999   | Norwegian International | Herreneinzel | 1     | Shon Seung-mo |
| 1999   | Weltmeisterschaft       | Herreneinzel | 17    | Shon Seung-mo |
| 2000   | Olympia                 | Herreneinzel | 33    | Shon Seung-mo |
| 2001   | Hongkong Open           | Herreneinzel | 1     | Shon Seung-mo |
| 2001   | Asienmeisterschaft      | Herreneinzel | 3     | Shon Seung-mo |
| 2002   | Asienspiele             | Herreneinzel | 3     | Shon Seung-mo |
| 2003   | Weltmeisterschaft       | Herreneinzel | 3     | Shon Seung-mo |
| 2004   | Olympia                 | Herreneinzel | 2     | Shon Seung-mo |
| 2004   | Asienmeisterschaft      | Herreneinzel | 3     | Shon Seung-mo |
| 2005   | Taiwan Open             | Herreneinzel | 2     | Shon Seung-mo |
| 2005   | Hongkong Open           | Herreneinzel | 3     | Shon Seung-mo |
| 2005   | Smiling Fish            | Herreneinzel | 1     | Shon Seung-mo |
| 2005   | Malaysia International  | Herreneinzel | 1     | Shon Seung-mo |